# Felicità (film, 2023)
Pour les articles homonymes, voir Felicità (homonymie).
Pour plus de détails, voir Fiche technique et Distribution.
Felicità est une comédie dramatique italienne réalisée par Micaela Ramazzotti et sortie en 2023.

## Synopsis
Désirée est assistante coiffeuse sur les plateaux de tournage. Elle vit avec Bruno, son petit ami narcissique. Sa famille d'origine est une famille toxique dominée par des parents égoïstes et manipulateurs. Désiré est le seul membre de la famille qui semble avoir la force et la détermination de sauver son frère Claudio de l'environnement qui le mène à la ruine psychique et financière. Les parents créent une atmosphère qui étouffe tout espoir de liberté et de bonheur pour leurs enfants. Désirée se bat contre toutes les adversités pour son frère, essayant de gagner une once de bonheur qu'elle pense mériter.

## Fiche technique
- Titre original italien : Felicità[1]
- Réalisateur : Micaela Ramazzotti
- Scénario : Micaela Ramazzotti, Isabella Cecchi (it), Alessandra Guidi
- Photographie : Luca Bigazzi
- Montage : Jacopo Quadri (it)
- Musique : Carlo Virzì
- Décors : Paolo Sansoni
- Production : 	Davide Boschin, Enrico Venti (it)
- Sociétés de production : Leone Film Group (it), Lotus Production (it), Rai Cinema
- Pays de production :  Italie
- Langue originale : italien
- Format : couleurs
- Durée : 104 minutes - 2,39:1
- Genre : comédie dramatique
- Dates de sortie :
  - Italie : 1er septembre 2023 (Mostra de Venise 2023) ; 21 septembre 2023 (sortie nationale)

## Distribution
- Micaela Ramazzotti : Desirée Mazzoni
- Matteo Olivetti : Claudio Mazzoni
- Max Tortora (it) : Max Mazzoni
- Anna Galiena : Floriana Mazzoni
- Sergio Rubini : Bruno
- Beatrice Vendramin : Ludovica
- Marco Cocci (it) : Riccardo Montero
- Massimiliano Franciosa : Luciano
- Isabella Cecchi (it) : Psychiatre clinicienne privée
- Giovanni Veronesi : Lui-même
- Florence Guérin :

## Production
Ramazzotti a cité Ken Loach comme principale source d'inspiration pour ses débuts de réalisatrice. Le film a été produit par Leone Film Group (it), la société de production de la fille et du fils de Sergio Leone, Raffaella et Andrea, avec Lotus Production (it). Il a été tourné entre Rome et Fiumicino,.